# Облак у панталонама
Облак у панталонама (рус. Облако в штанах) је поема руског песника Владимира Мајаковског. Настала је у периоду између 1913. и 1914. године а објављена 1915. године. 
На цензури су му избацили шест страница текста и првобитни наслов поставивши му питање како може да споји лирику са великом грубошћу. На то је он одговорио: "Могу ја ако хоћете бити Облак у панталонама", и демонстративно је то ставио у наслов.
Првобитно названа Тринаести апостол (али преименована по савету цензора), прва велика песма Мајаковског написана је са становишта презреног љубавника, осликавајући жестоке теме љубави, револуције, религије и уметности, одводећи песников стилски избор на нови екстрем, који повезује неправилне редове декламативног језика са изненађујућим римама. Сматра се да је то прекретница у његовом стваралаштву и један од камена темељаца руске футуристичке поезије.

## Настанак
Тема неузвраћене љубави Мајаковског била је Марија Денисова коју је упознао у Одеси. Рођена 1894. у Харкову у сиромашној сељачкој породици, Марија је у то време живела у породици своје сестре и била је ученица уметничке школе, учећи вајарство. Василиј Каменски је описао Денисову као „девојку ретке комбинације квалитета: доброг изгледа, оштрог интелекта, снажне наклоности према свему новом, модерном и револуционарном“.
Маријина сестра Јекатерина Денисова, која је водила домаћи књижевни салон, позвала је тројицу сада познатих младих песника футуриста, Мајаковског, Бурљука и Каменског, у своју кућу. Пре тога, Марија и Владимир су се срели три недеље раније на једној изложби али то је било пролазно познанство. Мајаковски се одмах заљубио и дао јој надимак Ђоконда (правећи паралелу са Мона Лизом). Интензитет страсти Мајаковског био је огроман. Према речима Каменског, он је неизмерно патио и не марећи за оно што је мислио да је девојчина неодлучност и немирност. Изгледало је као да је потпуно погрешно разумео ситуацију: Марију (за разлику од њене сестре) једноставно нису импресионирали ни футуристи, ни Мајаковски. 
Средином 1910-их Марија Денисова је живела у Швајцарској са својим првим мужем, а затим се, пошто се овај преселио у Енглеску, вратила у Совјетску Русију. Борила се у Руском грађанском рату и удала се за генерала Црвене армије Ефима Шчаденка од кога се развела касних 1920-их. Денисова је постала познати совјетски монументалистички вајар, а једно од њених познатијих дела је „Песник“ (1927), глава Мајаковског уметнута у гипс. Крајем 1930-их пала је у депресију и престала је виђати пријатеље. Денисова је извршила самоубиство 1944. скочивши са десетог спрата.

## Поема
Структурно, песма је ближа диптиху. У првом делу протагониста чека своју љубав Марију у хотелу. Коначно се појављује и обавештава га о својој веридби. Он остаје видљиво непомућен, али изнутра пати од експлозије деструктивних емоција и бесних метафора. 